# Let It Go (chanson d'Alexandra Burke)
Pour les articles homonymes, voir Let It Go.
Singles de Alexandra Burke
Elephant
(2012) Tonight
(2012)
Pistes de Heartbreak on Hold
Elephant
(2) This Love Will Survive
(4)
Let It Go est le second single issu du deuxième album d'Alexandra Burke (gagnante de l'émission X Factor UK en 2008), Heartbreak On Hold qui succède à Overcome paru en 2009.

## Historique
Le single Let It Go est une chanson de uptempo de style Electro-Dance.
Le titre est écrit par Belle Humble, Mich Hansen, Jason Gill, et produit par Mich Hedin Hansen alias Cutfather, célèbre producteur Danois. Il est prévu pour la date du 25 mai 2012 en Irlande, et le 27 mai 2012 au Royaume-Uni, et fut mise à l'écoute le 13 avril 2012 sur Kiss Radio.

## Liste des pistes
- Téléchargement digital[1]

1. Let It Go – 3:28

- EP digital [1]

1. Let It Go – 3:28
2. Let It Go (Bimbo Jones Remix) – 3:15
3. Let It Go (Rui da Silva Remix) – 7:53
4. Let It Go (Digital Dog Remix) – 7:38

## Classement par pays
Let It Go atteint la 5e place dans le classement des meilleures ventes sur la plateforme iTunes en Bolivie.
| Classement (2012)                                             | Meilleure position |
| ------------------------------------------------------------- | ------------------ |
| Irlande Classement single (IRMA)                              | 41                 |
| Écosse Classement single (Official Charts Company)            | 27                 |
| Royaume-Uni UK Singles Chart (Official Charts Company)        | 33                 |
| Royaume-Uni Dance Chart Dance Chart (Official Charts Company) | 31                 |

## Historique de sortie
| Pays               | Date        | Format                                | Label                               |
| ------------------ | ----------- | ------------------------------------- | ----------------------------------- |
| Belgique           | 25 mai 2012 | Téléchargement digital, extended play | Sony Music                          |
| République tchèque | 25 mai 2012 | Téléchargement digital, extended play | Sony Music                          |
| Danemark           | 25 mai 2012 | Téléchargement digital, extended play | Sony Music                          |
| Finlande           | 25 mai 2012 | Téléchargement digital, extended play | Sony Music                          |
| France             | 25 mai 2012 | Téléchargement digital, extended play | Sony Music                          |
| Irlande            | 25 mai 2012 | Téléchargement digital, extended play | Sony Music, RCA Records, Syco Music |
| Suède              | 25 mai 2012 | Téléchargement digital, extended play | Sony Music                          |
| Suisse             | 25 mai 2012 | Téléchargement digital, extended play | Sony Music                          |
| Royaume-Uni        | 25 mai 2012 | Téléchargement digital, extended play | Sony Music, RCA Records, Syco Music |